# Rely
Rely és un municipi francès situat al departament del Pas de Calais i a la regió dels Alts de França. L'any 2007 tenia 421 habitants.

## Demografia

### Població
El 2007 la població de fet de Rely era de 421 persones. Hi havia 148 famílies de les quals 23 eren unipersonals (4 homes vivint sols i 19 dones vivint soles), 38 parelles sense fills, 72 parelles amb fills i 15 famílies monoparentals amb fills.
La població ha evolucionat segons el següent gràfic:
Habitants censats

### Habitatges
El 2007 hi havia 163 habitatges, 152 eren l'habitatge principal de la família, 2 eren segones residències i 9 estaven desocupats. Tots els 162 habitatges eren cases. Dels 152 habitatges principals, 133 estaven ocupats pels seus propietaris, 17 estaven llogats i ocupats pels llogaters i 2 estaven cedits a títol gratuït; 2 tenien dues cambres, 21 en tenien tres, 33 en tenien quatre i 96 en tenien cinc o més. 107 habitatges disposaven pel capbaix d'una plaça de pàrquing. A 61 habitatges hi havia un automòbil i a 83 n'hi havia dos o més.

### Piràmide de població
La piràmide de població per edats i sexe el 2009 era:
| Homes | Edats   | Dones |
| ----- | ------- | ----- |
| 0     | 95 o +  | 0     |
| 0     | 90 a 94 | 0     |
| 0     | 85 a 89 | 4     |
| 8     | 80 a 84 | 4     |
| 8     | 75 a 79 | 12    |
| 4     | 70 a 74 | 12    |
| 4     | 65 a 69 | 8     |
| 12    | 60 a 64 | 8     |
| 8     | 55 a 59 | 4     |
| 20    | 50 a 54 | 20    |
| 12    | 45 a 49 | 4     |
| 0     | 40 a 44 | 12    |
| 20    | 35 a 39 | 4     |
| 16    | 30 a 34 | 20    |
| 20    | 25 a 29 | 20    |
| 8     | 20 a 24 | 8     |
| 4     | 15 a 19 | 12    |
| 8     | 10 a 14 | 8     |
| 16    | 5 a 9   | 16    |
| 12    | 0 a 4   | 8     |

## Economia
El 2007 la població en edat de treballar era de 272 persones, 192 eren actives i 80 eren inactives. De les 192 persones actives 173 estaven ocupades (99 homes i 74 dones) i 18 estaven aturades (6 homes i 12 dones). De les 80 persones inactives 30 estaven jubilades, 31 estaven estudiant i 19 estaven classificades com a «altres inactius».

### Ingressos
El 2009 a Rely hi havia 157 unitats fiscals que integraven 437 persones, la mediana anual d'ingressos fiscals per persona era de 15.939 €.

### Activitats econòmiques
Dels 8 establiments que hi havia el 2007, 2 eren d'empreses de construcció, 2 d'empreses de comerç i reparació d'automòbils, 1 d'una empresa d'hostatgeria i restauració i 3 d'empreses classificades com a «altres activitats de serveis».
Dels 3 establiments de servei als particulars que hi havia el 2009, 1 era un guixaire pintor, 1 empresa de construcció i 1 perruqueria.
L'any 2000 a Rely hi havia 7 explotacions agrícoles.

## Equipaments sanitaris i escolars
El 2009 hi havia una escola elemental integrada dins d'un grup escolar amb les comunes properes formant una escola dispersa.

## Poblacions més properes
El següent diagrama mostra les poblacions més properes.